# Natko Nodilo
Natko Nodilo (ur. 31 sierpnia 1834 w Splicie, zm. 21 maja 1912 w Zagrzebiu) – chorwacki polityk, publicysta i historyk.

## Życiorys
W latach 1853–1856 studiował teologię w Zadarze, jednak studiów nie ukończył, zostając pracownikiem liceum w Splicie. W latach 1857–1861 studiował natomiast historię i geografię w Wiedniu. 
W latach 1862–1867 był redaktorem zadarskiej gazety Narodni list. Opowiadał się za zjednoczeniem Dalmacji z resztą ziem chorwackich, polemizując z poglądami autonomistów Niccolò Tommasea. Był członkiem partii Narodna stranka u Dalmaciji. Za swoją działalność polityczną był ścigany. W 1867 i 1870 był wybierany do Sejmu Krajowego Dalmacji. Od 1867 roku pracował również jako nauczyciel w zadarskim gimnazjum. W 1874 roku rozpoczął pracę na Uniwersytecie w Zagrzebiu jako wykładowca historii powszechnej. W swoich pracach szczególną uwagę poświęcał wczesnośredniowiecznej historii Chorwatów i Europy Południowo-Wschodniej. W latach 1890–1891 sprawował funkcję rektora. Na naukową emeryturę odszedł w 1901 roku. W 1907 roku został przewodniczącym literackiego Društva hrvatskih književnikak.

## Wybrane prace
- Postanje svjetovne papinske vlasti ili pedeset godina talijanske historije (724–774) (1878)
- Historija srednjega vijeka za narod hrvatski i srpski (I–III, 1898–1905).